# Coupe d'Allemagne de football 2014-2015
Navigation
Édition précédente Édition suivante
La Coupe d'Allemagne de football 2014-2015 est la 72e édition de la Coupe d'Allemagne de football (DFB-Pokal) dont le tenant du titre est le Bayern Munich.
Le vainqueur reçoit une place pour la phase de groupes de la Ligue Europa 2015-2016, dans la mesure où il n'est pas qualifié pour la Ligue des champions par l'intermédiaire des 4 premières places du championnat. Dans ce cas, la place reviendrait au championnat.
La finale a lieu le 30 mai 2015 à l'Olympiastadion Berlin et se conclut par la victoire du VfL Wolfsbourg sur le score de 3 buts à 1 face au Borussia Dortmund.

## Clubs participants
Les soixante-quatre participants sont présents en fonction de différents critères :
| Bundesliga Les 18 clubs de la saison 2013-2014 | 2. Bundesliga Les 18 clubs de la saison 2013-2014 | 3. Liga Les 4 meilleurs de la saison 2013-2014                      |
| 1899 Hoffenheim FC Augsbourg Bayer Leverkusen Bayern Munich Borussia Dortmund Borussia Mönchengladbach Eintracht Brunswick Eintracht Francfort SC Fribourg Hambourg SV Hanovre 96 Hertha BSC Mayence 05 1. FC Nuremberg FC Schalke 04 VfB Stuttgart Werder Brême VfL Wolfsbourg | 1860 Munich VfR Aalen Arminia Bielefeld VfL Bochum Dynamo Dresde Fortuna Düsseldorf FC Energie Cottbus FC Erzgebirge Aue FSV Francfort SpVgg Greuther Fürth FC Ingolstadt 04 Karlsruher SC 1. FC Kaiserslautern 1. FC Cologne SC Paderborn 07 SV Sandhausen FC St. Pauli 1. FC Union Berlin | 1. FC Heidenheim 1846 RB Leipzig SV Darmstadt 98 SV Wehen Wiesbaden |
| Coupes régionales 24 représentants des 21 associations régionales de la DFB via les coupes régionales Landespokal 2013-2014 (en) | |                                                                     |
| - Finaliste de la Coupe de Bade du Nord (en) : FC Astoria Walldorf (en) - Vainqueur de la Coupe de Bavière (en)1 : FC Würzburger Kickers - 2e de la Regionalliga Bayern 2013-2014 (de)1 : FV Illertissen3 - Vainqueur de la Coupe de Berlin (en) : FC Viktoria 1889 Berlin - Vainqueur de la Coupe de Brandebourg (en) : FSV Optik Rathenow (en) - Vainqueur de la Coupe de Brême (en) : Bremer SV - Vainqueur de la Coupe de Hambourg (en) : USC Paloma (en) - Vainqueur de la Coupe de Hesse (en) : Kickers Offenbach2 - Vainqueur de la Coupe de Mecklembourg-Poméranie-Occidentale (en) : 1. FC Neubrandenburg 04 - Vainqueur de la Coupe du Rhin moyen (en) : FC Viktoria Cologne 1904 - Vainqueur de la Coupe du Rhin Inférieur (en) : MSV Duisbourg - Finaliste de la Coupe de Basse-Saxe (en)1 : FT Braunschweig (en) - Finaliste de la Coupe de Basse-Saxe (en)1 : BSV Schwarz-Weiß Rehden (en) - Vainqueur de la Coupe de Rhénanie (en) : Eintracht Trier - Vainqueur de la Coupe de la Sarre (en) : FC 08 Homburg - Vainqueur de la Coupe de Saxe (en) : Chemnitzer FC - Vainqueur de la Coupe de Saxe-Anhalt (en) : 1. FC Magdebourg - Vainqueur de la Coupe du Schleswig-Holstein (en) : Holstein Kiel - Vainqueur de la Coupe de Bade du Sud (en) : SV Waldkirch (en) - Vainqueur de la Coupe du Sud-Ouest (en) : SV Alemannia Waldalgesheim (en) - Vainqueur de la Coupe de Thuringe (en) : FC Carl Zeiss Iéna - Finaliste de la Coupe de Westphalie (en)1 : Preußen Münster - Finaliste de la Coupe de Westphalie (en)1 : Sportfreunde Siegen - Vainqueur de la Coupe du Wurtemberg (en) : Stuttgarter Kickers | |                                                                     |

1 Les trois régions avec le plus d'équipes participantes dans leur championnat local (Bavière, Basse-Saxe, Westphalie) peuvent faire entrer deux équipes dans la compétition.

2 Le SV Darmstadt 98, finaliste de Hesse, était déjà qualifié du fait de sa place en championnat, le Kickers Offenbach était donc garanti d'avoir une place, peu importe le résultat en finale.

3 Le FV Illertissen se qualifie comme seconde équipe de la Regionalliga Bayern 2013-14 étant donné que le Bayern Munich II, vainqueur du championnat, est inéligible pour jouer en Coupe d'Allemagne.

## Calendrier
|   | Tour                | Dates retenues     |
| 1 | 1er tour            | 15-18 août 2014    |
| 2 | 2e tour             | 28-29 octobre 2014 |
| 3 | Huitièmes de finale | 3-4 mars 2015      |
| 4 | Quarts de finale    | 7-8 avril 2015     |
| 5 | Demi-finales        | 28-29 avril 2015   |
| 6 | Finale              | 30 mai 2015        |

## Premier tour
| Club recevant            | Score              | Club visiteur            |
| ------------------------ | ------------------ | ------------------------ |
| Chemnitzer FC            | 5 - 5 (pen. 5 - 4) | Mainz 05                 |
| Waldalgesheim            | 0 - 6              | Bayer Leverkusen         |
| MSV Duisbourg            | 1 -0               | FC Nuremberg             |
| FC Hombourg              | 1 - 3              | Borussia Mönchengladbach |
| FSV Optik Rathenow       | 1 - 3              | FC Sankt Pauli           |
| Bremer SV                | 0 - 1              | Eintracht Brunswick      |
| VfL Bochum               | 2 - 0              | VfB Stuttgart            |
| FC Viktoria Cologne      | 2 - 4              | Hertha Berlin            |
| SV Stuttgarter Kickers   | 1 - 4              | Borussia Dortmund        |
| FC Astoria Walldorf      | 1 - 3              | Hanovre 96               |
| FT Braunschweig          | 0 - 4              | FC Cologne               |
| SV Waldkirch             | 0 - 3              | Greuther Fürth           |
| SV Wehen Wiesbaden       | 0 - 0 (pen. 3 - 5) | FC Kaiserslautern        |
| Viktoria Berlin          | 0 - 2              | Eintracht Francfort      |
| Sportfreunde Siegen      | 3 - 3 (pen. 4 - 5) | FSV Francfort            |
| BSV Schwarz-Weiß Rehden  | 1 - 1 (pen. 3 - 4) | VfR Aalen                |
| SV Holstein Kiel         | 1 - 2              | TSV Munich 1860          |
| FV Illertissen           | 2 - 3ap            | Werder Brême             |
| FC Carl Zeiss Iéna       | 0 - 1              | FC Erzgebirge Aue        |
| USC Paloma               | 0 - 9              | TSG 1899 Hoffenheim      |
| SV Eintracht Trèves 1905 | 0 - 2              | SC Fribourg              |
| SC Preußen Münster       | 1 - 4              | Bayern Munich            |
| FC Würzburger Kickers    | 3 - 2              | Fortuna Düsseldorf       |
| FC Neubrandenburg 04     | 1 - 3              | Karlsruher SC            |
| DSC Arminia Bielefeld    | 4 - 1              | SV Sandhausen            |
| FC Magdebourg            | 1 - 0              | FC Augsbourg             |
| RB Leipzig               | 2 - 1ap            | SC Paderborn 07          |
| SV Darmstadt 98          | 0 - 0 (pen. 4 - 5) | VfL Wolfsbourg           |
| FC Heidenheim 1846       | 2 - 1              | FC Union Berlin          |
| Kickers Offenbach        | 0 - 0 (pen. 4 - 2) | FC Ingolstadt 04         |
| FC Energie Cottbus       | 2 - 2 (pen. 1 - 4) | Hambourg SV              |
| SG Dynamo Dresde         | 2 - 1              | FC Schalke 04            |

## Deuxième tour
| Club recevant         | Score              | Club visiteur            |
| --------------------- | ------------------ | ------------------------ |
| Chemnitzer FC         | 0 - 2              | Werder Brême             |
| DSC Arminia Bielefeld | 0 - 0 (pen. 4 - 2) | Hertha Berlin            |
| Kickers Offenbach     | 1 -0               | Karlsruher SC            |
| VfR Aalen             | 2 - 0              | Hanovre 96               |
| SG Dynamo Dresde      | 2 - 1ap            | VfL Bochum               |
| MSV Duisbourg         | 0 - 0 (pen. 1 - 4) | FC Cologne               |
| FC Kaiserslautern     | 2 - 0              | Greuther Fürth           |
| FC Sankt Pauli        | 0 - 3              | Borussia Dortmund        |
| FC Magdebourg         | 2 - 2 (pen. 4 - 5) | Bayer Leverkusen         |
| FC Würzburger Kickers | 2 - 5              | SC Fribourg              |
| TSV Munich 1860       | 0 - 4              | FC Cologne               |
| RB Leipzig            | 3 - 1ap            | FC Erzgebirge Aue        |
| Hambourg SV           | 1 - 3              | Bayern Munich            |
| TSG 1899 Hoffenheim   | 5 - 1              | FSV Francfort            |
| VfL Wolfsbourg        | 4 - 1              | FC Heidenheim 1846       |
| Eintracht Francfort   | 1 - 2              | Borussia Mönchengladbach |

Face à Hambourg, le Bayern, a remporté le match 3 buts à 1, lors de la rencontre, Franck Ribéry a marqué à la 55e minute, juste avant le coup de sifflet final, un homme est entré sur la pelouse et a infligé un coup d'écharpe au Français.

## Huitièmes de finale
| Club recevant         | Score   | Club visiteur            |
| --------------------- | ------- | ------------------------ |
| Bayer Leverkusen      | 2 - 0ap | FC Kaiserslautern        |
| Kickers Offenbach     | 0 - 2   | Borussia Mönchengladbach |
| Bayern Munich         | 2 - 0   | Eintracht Brunswick      |
| VfR Aalen             | 0 - 2   | TSG 1899 Hoffenheim      |
| RB Leipzig            | 0 - 2   | VfL Wolfsbourg           |
| DSC Arminia Bielefeld | 3 - 1   | Werder Brême             |
| SC Fribourg           | 2 - 1   | FC Cologne               |
| SG Dynamo Dresde      | 0 - 2   | Borussia Dortmund        |

## Quarts de finale
| Club recevant         | Score              | Club visiteur            |
| --------------------- | ------------------ | ------------------------ |
| Bayer Leverkusen      | 0 - 0 (pen. 3 - 5) | Bayern Munich            |
| Borussia Dortmund     | 3 - 2ap            | TSG 1899 Hoffenheim      |
| VfL Wolfsbourg        | 1 - 0              | SC Fribourg              |
| DSC Arminia Bielefeld | 1 - 1 (pen. 5 - 4) | Borussia Mönchengladbach |

## Demi-finales
| Club recevant         | Score              | Club visiteur     |
| --------------------- | ------------------ | ----------------- |
| Bayern Munich         | 1 - 1 (pen. 0 - 2) | Borussia Dortmund |
| DSC Arminia Bielefeld | 0 - 4              | VfL Wolfsbourg    |

## Finale
| 30 mai 2015   | Borussia Dortmund | 1 - 3   | VfL Wolfsbourg                              | Stade olympique de Berlin                             |                                                       |
| 20 h 00 (HEC) | Aubameyang 5e     | (1 - 3) | 22e Luiz Gustavo · 33e De Bruyne · 38e Dost | Spectateurs : 75 815 Arbitrage : Felix Brych (Munich) | Spectateurs : 75 815 Arbitrage : Felix Brych (Munich) |
| 20 h 00 (HEC) | Rapport           |         |                                             | Spectateurs : 75 815 Arbitrage : Felix Brych (Munich) | Spectateurs : 75 815 Arbitrage : Felix Brych (Munich) |

| Dortmund | Wolfsbourg |

| G             | 22 | Mitchell Langerak         |     |     |
| D             | 37 | Erik Durm                 |     | 68e |
| D             | 4  | Neven Subotić             |     |     |
| D             | 15 | Mats Hummels (c)          |     |     |
| D             | 29 | Marcel Schmelzer          | 84e |     |
| M             | 5  | Sebastian Kehl            |     | 68e |
| M             | 8  | İlkay Gündoğan            |     |     |
| M             | 10 | Henrikh Mkhitaryan        | 61e |     |
| M             | 7  | Shinji Kagawa             |     |     |
| M             | 11 | Marco Reus                |     | 79e |
| A             | 17 | Pierre-Emerick Aubameyang |     |     |
| Remplaçants : |    |                           |     |     |
| G             | 1  | Roman Weidenfeller        |     |     |
| D             | 25 | Sokratis Papastathopoulos |     |     |
| D             | 26 | Łukasz Piszczek           |     | 68e |
| D             | 28 | Matthias Ginter           |     |     |
| M             | 6  | Sven Bender               |     |     |
| M             | 16 | Jakub Błaszczykowski      |     | 68e |
| A             | 9  | Ciro Immobile             |     | 79e |
| Entraîneur :  |    |                           |     |     |
| Jürgen Klopp  |    |                           |     |     |

| G              | 1  | Diego Benaglio (c) |       |     |
| D              | 8  | Vieirinha          | 90+3e |     |
| D              | 5  | Timm Klose         |       |     |
| D              | 25 | Naldo              |       |     |
| D              | 34 | Ricardo Rodríguez  |       |     |
| M              | 27 | Maximilian Arnold  |       | 81e |
| M              | 22 | Luiz Gustavo       |       |     |
| M              | 7  | Daniel Caligiuri   |       | 85e |
| M              | 14 | Kevin De Bruyne    | 88e   |     |
| M              | 9  | Ivan Perišić       |       | 74e |
| A              | 12 | Bas Dost           |       |     |
| Remplaçants :  |    |                    |       |     |
| G              | 20 | Max Grün           |       |     |
| D              | 4  | Marcel Schäfer     |       |     |
| D              | 15 | Christian Träsch   |       | 85e |
| D              | 31 | Robin Knoche       |       |     |
| M              | 17 | André Schürrle     |       | 81e |
| M              | 23 | Josuha Guilavogui  |       | 74e |
| A              | 3  | Nicklas Bendtner   |       |     |
| Entraîneur :   |    |                    |       |     |
| Dieter Hecking |    |                    |       |     |